# 中国盐湖志
中国盐湖志是一部講述中華人民共和國境內鹽湖的著作，由郑喜玉等人編寫，由中国科学院科学出版基金资助，科学出版社2002年出版。該書分為中国盐湖总论和中国盐湖分论两篇共十三章。內容根據中国盐湖科学工作者野外考察、室内实验、专题研究和中国盐湖文献资料而编写。